# Błoto pośniegowe

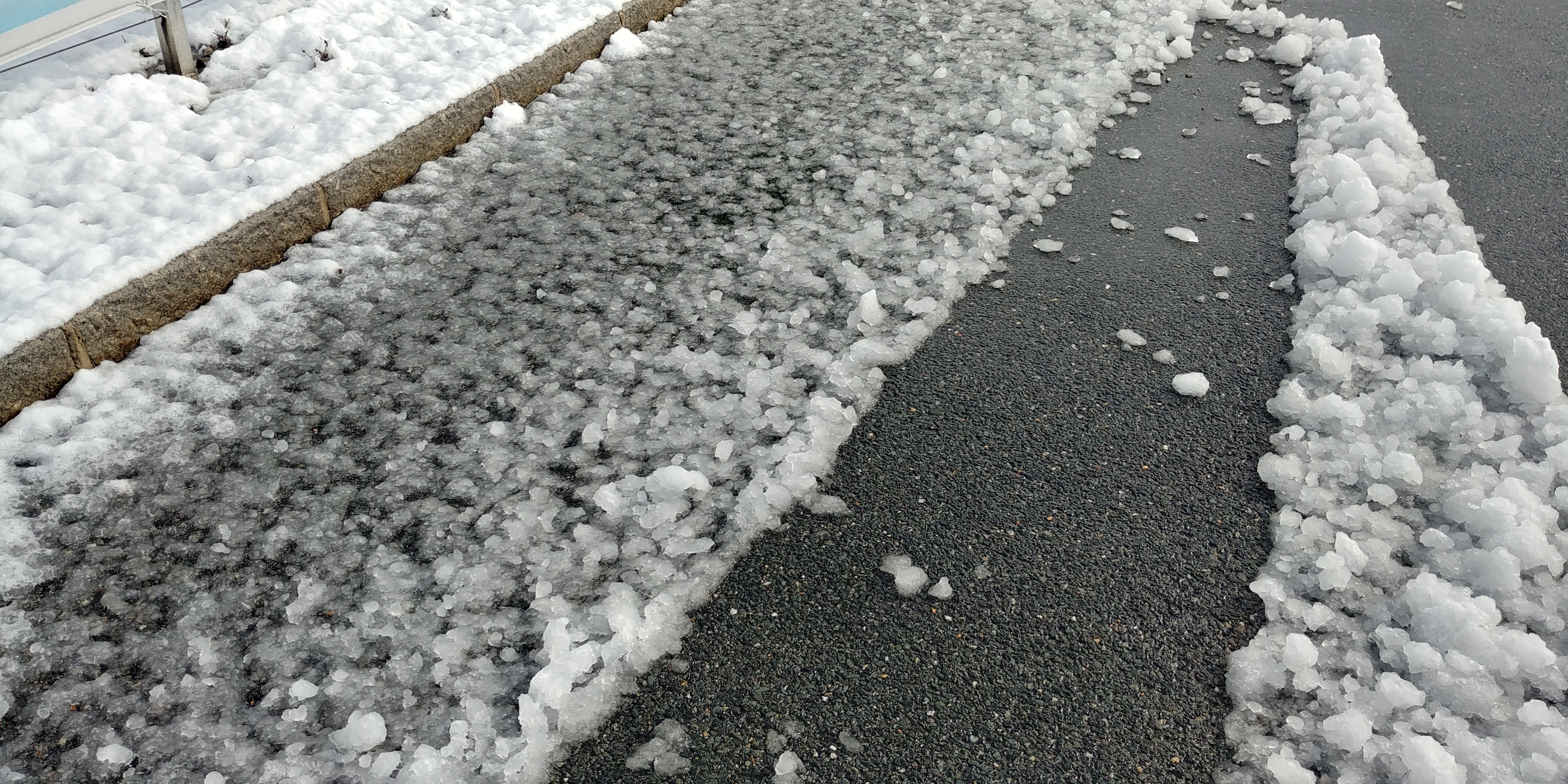
Błoto pośniegowe powstałe w wyniku posypania świeżo spadłego śniegu solą drogową.

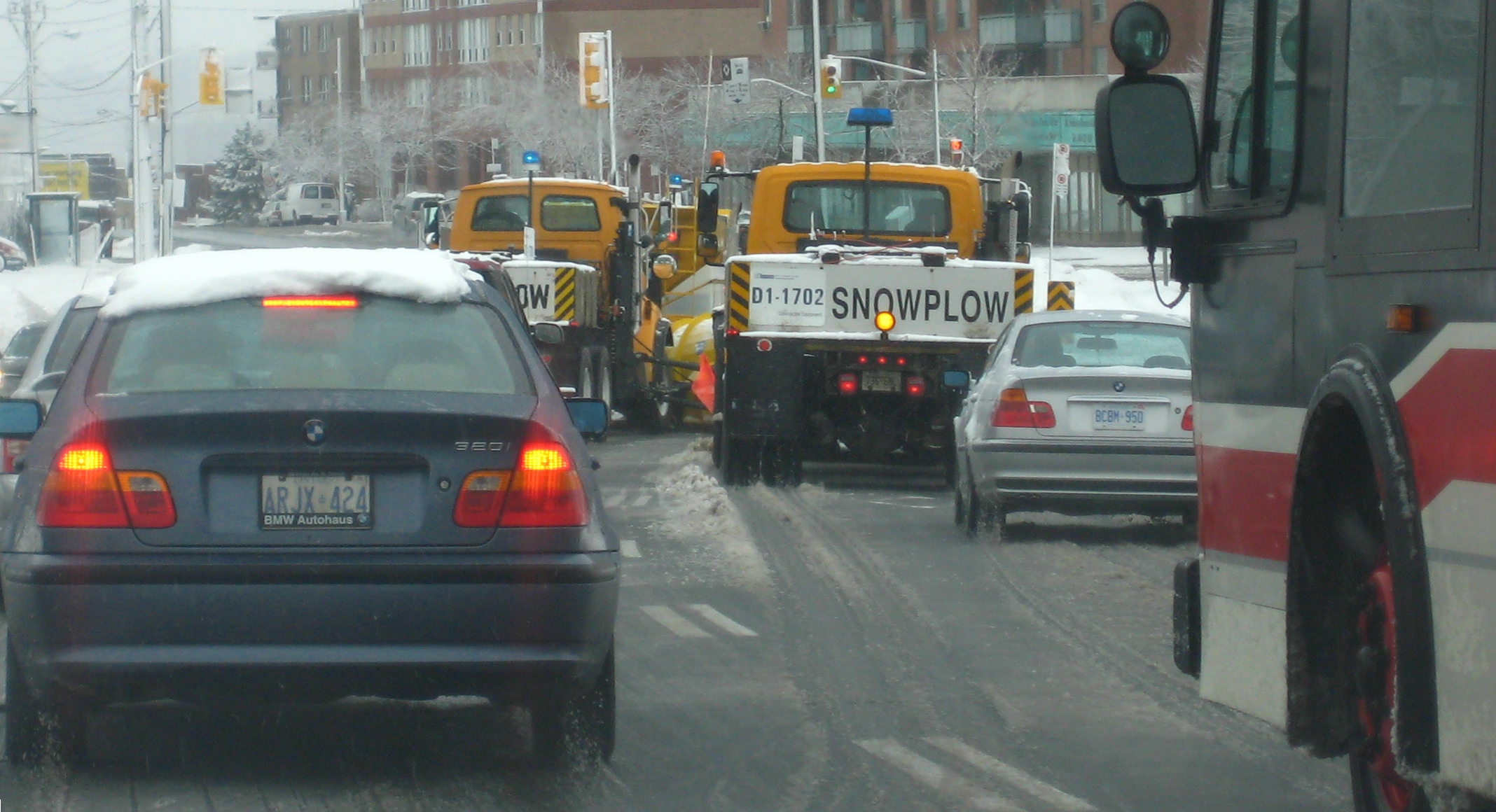
Błoto pośniegowe na ulicy w Toronto

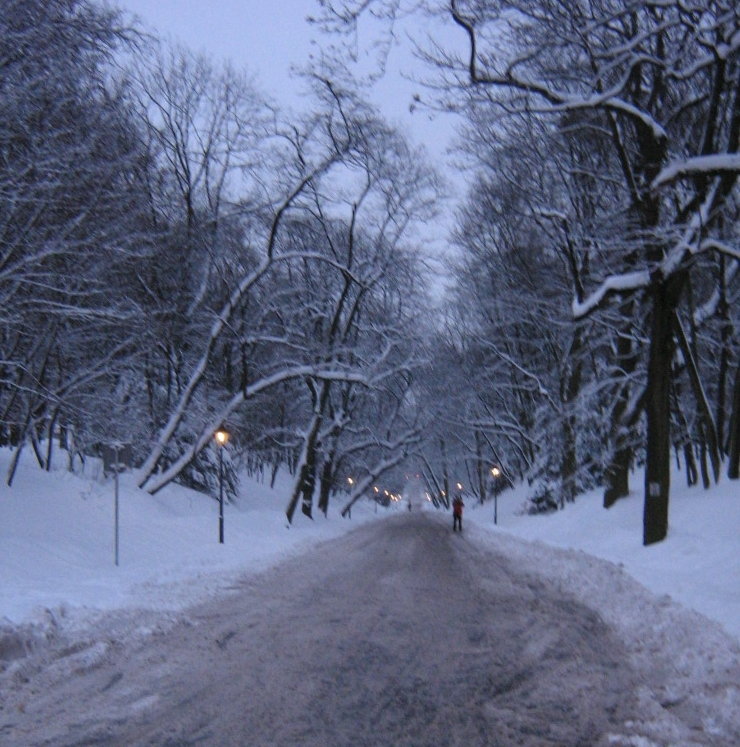
Zajeżdżony śnieg i błoto pośniegowe. Warszawska Agrykola

Błoto pośniegowe – topniejący na drodze świeży śnieg, najczęściej wymieszany ze środkami chemicznymi stosowanymi do obniżenia temperatury topnienia wody. Błoto pośniegowe na skutek obecności zawieszonych w nim zanieczyszczeń, piasku oraz wypełnieniem wodą przestrzeni między śniegiem może mieć barwę szarą, a nawet czarną.
Termin stosowany w opisie warunków panujących na drogach. Wymieniany jest jako jeden ze stanów opisu nawierzchni po opadach śniegu (nawierzchnia sucha, błoto pośniegowe, śnieg, woda) oraz jeden ze stanów utrzymania drogi po opadach śniegu (śnieg luźny, śnieg zajeżdżony, błoto pośniegowe, nabój śnieżny).
Powstaje w wyniku topnienia pokrywy śnieżnej, napływu do niej wody. Powstawaniu błota sprzyja rozjeżdżanie topniejącego śniegu przez koła pojazdów. W stanie naturalnym ma temperaturę 0 °C, zaś z dodatkiem substancji chemicznego utrzymania dróg, niższą. Błoto pośniegowe stanowi poważny problem w ruchu drogowym, zwiększa opory ruchu pojazdów, zwiększa poślizg, a szczególnie akwaplanację.
Do warunków drogowych z błotem pośniegowym przystosowane są opony oznaczone „M+S” (z ang. mud + snow).